# 南吕固乡
南吕固乡，是中华人民共和国河北省邯郸市丛台区下辖的一个乡镇级行政单位。2016年，撤销邯郸县后划入。

## 行政区划
南吕固乡下辖以下地区：
东召里村、南吕固村、四留固村、西召里村、皮条屯村、七方村、贾村前街村、贾村后街村、贾村东街村、贾村西街村、贾村毛街村、滏阳城村、招贤村、邵庄村、东扶仁村和西扶仁村。